# Alemania Occidental en los Juegos Olímpicos de Sarajevo 1984
Alemania Occidental estuvo representada en los Juegos Olímpicos de Sarajevo 1984 por un total de 84 deportistas que compitieron en 10 deportes.  
La portadora de la bandera en la ceremonia de apertura fue la patinadora de velocidad Monika Pflug.

## Medallistas
El equipo olímpico alemán obtuvo las siguientes medallas:
| Nombre                                                  | Deporte | Competición  |
| ------------------------------------------------------- | ------- | ------------ |
| Oro                                                     |         |              |
| Peter Angerer                                           | Biatlón | 20 km M      |
| Hans Stanggassinger Franz Wembacher                     | Luge    | Doble M      |
| Plata                                                   |         |              |
| Peter Angerer                                           | Biatlón | 10 km M      |
| Bronce                                                  |         |              |
| Ernst Reiter Walter Pichler Peter Angerer Fritz Fischer | Biatlón | 4 × 7,5 km M |